# Mainzer Autobahntunnel
Der Mainzer Autobahntunnel ist ein Straßentunnel des Mainzer Rings der Bundesautobahn 60 im Mainzer Ortsbezirk Hechtsheim. Der Tunnel besteht aus zwei Röhren mit je drei Fahrstreifen. Er wurde zwischen 2006 und 2012 errichtet.

## Bauwerk
Seit seiner kompletten Fertigstellung Anfang August 2012 verfügt der Tunnel jeweils über eine Röhre pro Fahrtrichtung mit 357 Metern Länge und über je drei Fahrstreifen. Zur Zeit seiner Eröffnung entsprach er durch die technische Ausstattung den zu diesem Zeitpunkt aktuellsten sicherheitstechnischen Anforderungen.
Die Wände des Tunnels wurden aus 1,2 Meter dicken und bis zu 36 Meter langen Stahlbetonpfählen gefertigt. Dazu setzte man 22.500 laufende Meter Großbohrpfähle. Die Tunneldecke ist 1,5 Meter dick und hat eine Fläche von insgesamt 6540 Quadratmeter.
Der Materialeinsatz beim Bau belief sich auf 50.000 Kubikmeter Beton/Stahlbeton sowie 750 Tonnen Stahl. Die Asphaltfläche beträgt 85.000 Quadratmeter und die neuen Lärmschutzwände 5200 Quadratmeter.
Das Bauwerk verfügt über ein Betriebsgebäude mit unterbrechungsfreier Stromversorgung. Der Löschwasserbehälter fasst ein Volumen von 72 Kubikmeter.

## Geschichte

### Ausgangslage und Planung
Die Bundesautobahn 60 um Mainz herum, auch Mainzer Ring genannt, bestand vor Baubeginn aus je zwei Fahrstreifen pro Richtung und verfügte über keinen Standstreifen, da die Strecke ursprünglich in den 1950er und 1960er Jahren als Neubau der Bundesstraße 9 entstand und in den 1970er Jahren zur Bundesautobahn aufgestuft wurde.
Die Verkehrsbelastung nahm im Laufe der Jahre verstärkt zu und die bauliche Situation der Autobahn reichte dem Verkehrsbedürfnis nicht mehr aus. Bei dieser Gelegenheit sollte auch etwas für den Lärmschutz getan werden, da die Autobahn in diesem Streckenabschnitt auf einem Damm an den Mainzer Stadtteilen Hechtsheim und Oberstadt vorbeiführt. Die Errichtung von Lärmschutzwänden hätte in diesem Bereich keine ausreichende Entlastung bewirkt.
Ab 2001 wurde der Mainzer Ring zwischen Autobahnkreuz Mainz-Süd und der Weisenauer Brücke ausgebaut. Es erfolgte zuerst die Verbreiterung der Fahrstreifen zwischen dem Autobahnkreuz Mainz-Süd und der Anschlussstelle (22a) Mainz-Hechtsheim West (Messe) sowie die Ertüchtigung der Weisenauer Brücke damit diese Streckenabschnitte über je drei Fahrstreifen pro Richtung verfügen können. 

### Bau

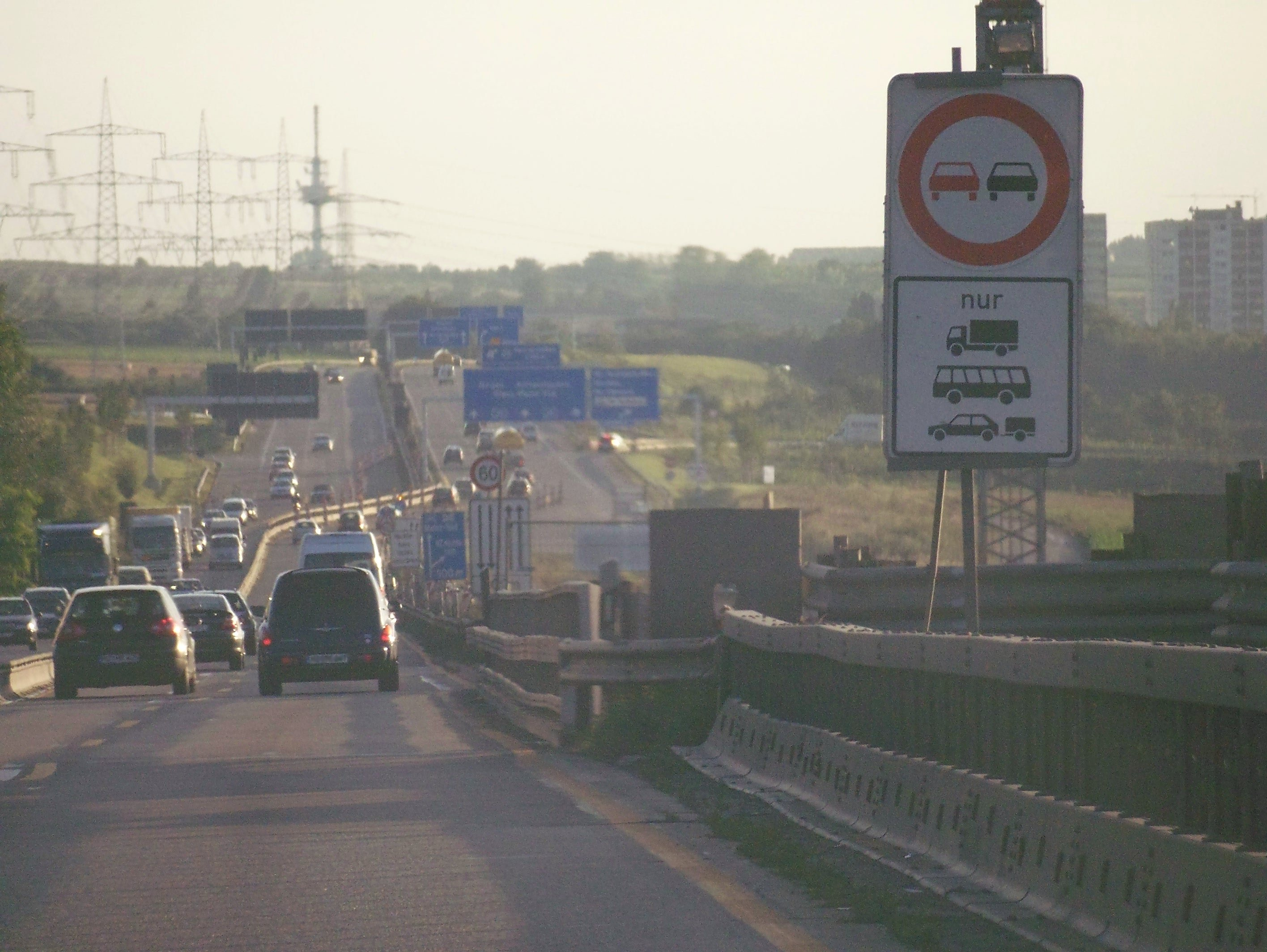
Beide Fahrtrichtungen befanden sich zwischen 2006 und 2008 auf der Südbahn. Die Nordbahn wurde in dieser Zeit abgetragen.

Die Bauarbeiten starteten am 28. August 2006. Am 4. August 2008 wurde der erste Tunnel für den Verkehr freigegeben, am 11. Juli 2012 waren beide Tunnelröhren jeweils zweistreifig geöffnet. Am 10. August 2012 wurden schließlich alle drei Fahrstreifen in beiden Tunnelhälften freigegeben.
Der Bau gliederte sich in drei Abschnitte:
1. Voreinschnitt West: Tieferlegung von ca. 0 bis zu 11,5 m auf einer Länge von 700 Metern.
2. Tunnel: Tieferlegung von ca. 11,5 bis zu 12,7 m auf 450 Metern.
3. Voreinschnitt Ost: Tieferlegung von ca. 12,7 bis zu 0 m auf 1050 Metern.

Der gesamte Verkehr wurde im August 2006 zuerst auf die Fahrstreifen Richtung Rüsselsheim verlegt (4+0-Verkehrsführung), damit danach die Fahrbahn Richtung Bingen zwischen den Anschlussstellen (22a) Mainz-Hechtsheim West (Messe) und (23) Mainz-Weisenau über zwölf Meter abgetragen und die Nordröhre, in der sogenannten Deckelbauweise, errichtet werden konnte. Hierzu wurde auch die Anschlussstelle (22b) Mainz-Hechtsheim Ost an der Überführung der Geschwister-Scholl-Straße komplett gesperrt. Nach gut einem Jahr wurde am 1. August 2007 diese erste Tunnelröhre durchbrochen. Nach Fertigstellung der Nordröhre (Fahrtrichtung Bingen) wurde am 20. Juli 2008 ein Fest im Tunnel gefeiert. Hierbei informierte der rheinland-pfälzische Verkehrsminister Hendrik Hering, dass die zwei Kilometer lange Strecke 75 Millionen Euro kostet, wovon alleine 58 Millionen Euro für den Bau des Tunnels verwendet werden. Des Weiteren werden bis dahin insgesamt rund 900.000 Kubikmeter Erdaushub bewegt, 50.000 Kubikmeter Beton und 10.500 Tonnen Stahl verbaut sein. Der Erdaushub wurde in den nahegelegenen Steinbruch von Mainz-Weisenau verfüllt.

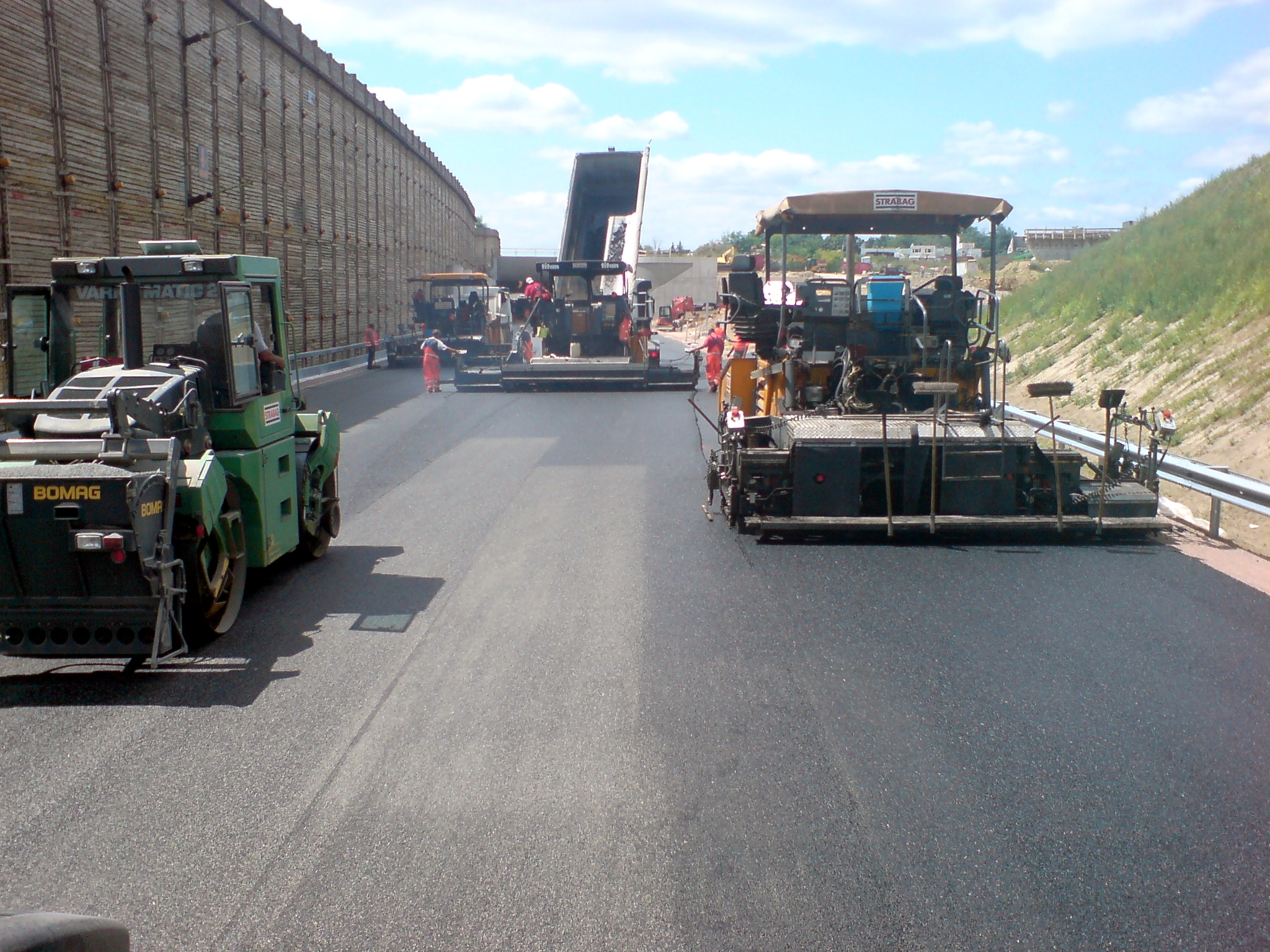
Asphaltierungsarbeiten an der Nordröhre am 16. Juli 2008

Nach einer Feuerwehrübung wurde diese Röhre am 4. August 2008 für den Verkehr in Fahrtrichtung Autobahnkreuz Mainz-Süd freigegeben. Kurz darauf wurde auch der Gegenverkehr in die gleiche Röhre verlegt, damit die noch vorhandene oberirdische Fahrbahn in gleicher Weise abgetragen und der Südtunnel gebaut werden konnte. Ursprünglich war geplant, dies bis Ende 2010 zu erledigen, im Herbst 2010 wurde der Fertigstellungstermin auf Anfang 2012 verschoben. Als im Juli 2011 die Asphaltarbeiten begannen, wurde das Frühjahr 2012 als Fertigstellungstermin genannt. Im Juni 2012 wurde die Eröffnung für Juli 2012 angekündigt. Am 1. Juli 2012 fand ein zweiter Tag des offenen Tunnels statt. Nach weiteren Abschlussarbeiten wurden beide Tunnel sowie die Anschlussstelle Hechtsheim-Ost Anfang August 2012 dem Verkehr übergeben. Der offizielle Festakt fand am Freitag, dem 10. August 2012, statt.
Seit der Fertigstellung des ersten Tunnelabschnitts wird die Geschwister-Scholl-Straße (Landesstraße 425) nicht mehr über-, sondern unterquert, die Straße befindet sich seitdem 1,10 Meter über ihrem alten Niveau. Ähnliches gilt für die Autobahnbrücke über die Alte Mainzer Straße (Kreisstraße 9), die seit 2008 die Autobahn überquert, statt unter ihr durch zu führen; hierfür wurde der Straßenverlauf um 2,10 Meter angehoben.

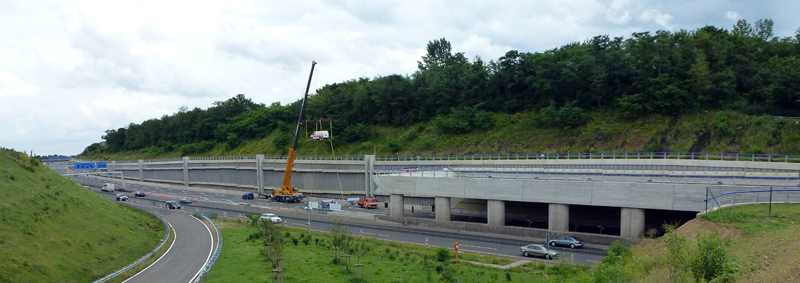
Höhenunterschied zwischen alter Autobahn und neuem Tunnel an der Ausfahrt Hechtsheim-Ost (2012)

Die Anschlussstelle Hechtsheim-Ost blieb bis zur Freigabe im August 2012 komplett gesperrt und gehört zu den wenigen Autobahnauf- und -abfahrten, die sich in einem Tunnel befinden.

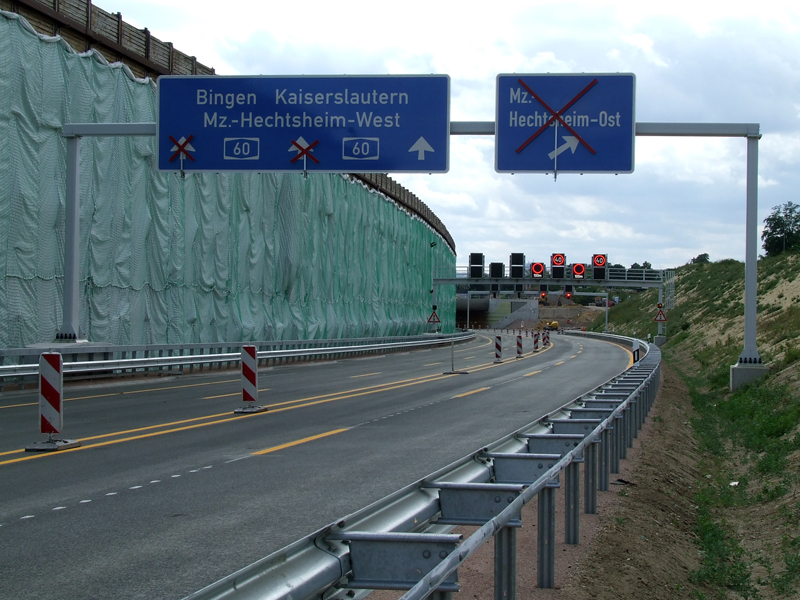
Die alte Trasse befindet sich noch oben und wird bis 2010 auf das Niveau der neuen Trasse abgetragen (2008)
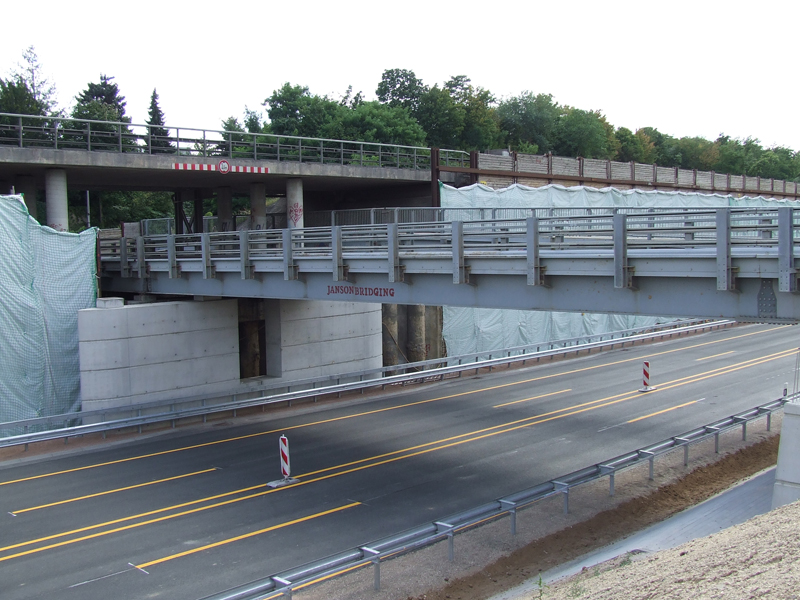
Neue Trasse unten. Behelfsbrücke für die Alte Mainzer Straße und im Hintergrund die alte Trasse (2008)
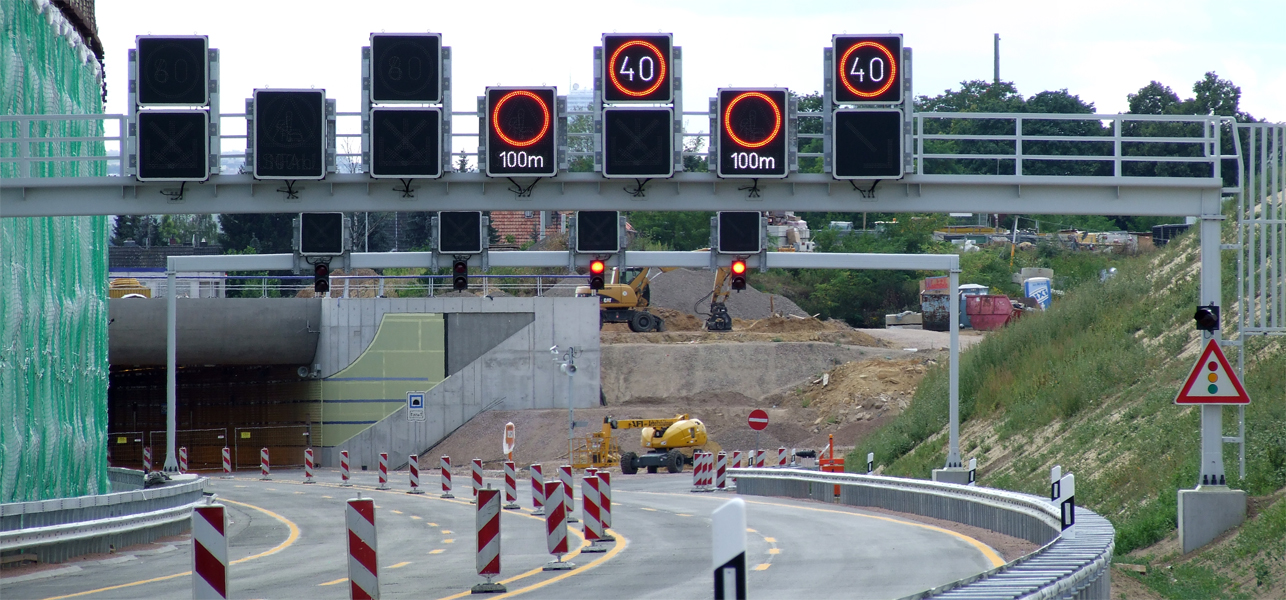
Kurz vor Einfahrt in den Autobahntunnel bei MZ-Hechtsheim (einige Tage vor der Verkehrsfreigabe 2008 erfolgte ein Test der Wechselverkehrszeichenanlage)